# Markéta Řeháková
Markéta Řeháková (* 6. srpna 1993 Brno) je bývalá česká novinářka a bezpečnostní analytička, od března do října 2023 tisková mluvčí prezidenta České republiky Petra Pavla.

## Život
Narodila se v Brně a vyrůstala v Lelekovicích. Od mládí jezdila na koních a chtěla pracovat jako pracovní jezdec.
Vystudovala bakalářský obor mediální studia a žurnalistika – evropská studia na Fakultě sociálních studií Masarykovy univerzity (závěrečnou práci na téma Dokumentární film: Uprchlická jízda obhájila v roce 2018), v roce 2020 pak získala magisterský titul MSc. (Master of Science) v oboru Global Cooperation and Security („globální spolupráce a bezpečnost“) na Univerzitě v Birminghamu.
Od roku 2017 pracovala ve vydavatelství Economia, mimo jiné jako korespondentka z Británie a redaktorka se zaměřením převážně na evropská, politická a bezpečnostní témata. Spolu s Martinem Ťopkem byla za rok 2017 nominována na Novinářskou cenu za nejlepší analyticko-investigativní příspěvek na téma zajišťovacích příkazů. Od roku 2021 působila ve společnosti Semantic Visions jako bezpečnostní analytička se zaměřením na studium dezinformací a ruskou propagandu.

### Tisková mluvčí Petra Pavla
V květnu 2022 začala působit jako manažerka komunikace v iniciativě Spolu silnější založené generálem ve výslužbě Petrem Pavlem. Když Petr Pavel koncem června ohlásil svůj záměr kandidovat na post prezidenta České republiky, zaujala stejnou pozici i v rámci jeho kampaně před prezidentskými volbami konanými v lednu 2023.
Řehákovou si Pavel pro případ úspěchu ve volbách vybral jako svou tiskovou mluvčí. Její nominaci potvrdil i po svém zvolení, a to i navzdory kritice Řehákové na sociálních sítích (např. ze strany novináře Filipa Rožánka nebo politologa Miloše Gregora) za její vystupování na pódiu před kamerami během sčítání hlasů z druhého kola voleb. Pavlem vybraná vedoucí prezidentské kanceláře Jana Vohralíková vystoupení Řehákové přiznala určitou míru neprofesionality a nadměrné emotivnosti, kterou ale omlouvala výjimečností dané situace.
V září 2023 sdělila Kancelář prezidenta republiky, že bylo rozhodnuto o rozdělení pracovní pozice tiskové mluvčí prezidenta republiky a ředitele/ředitelky Odboru komunikace na dvě samostatné pracovní pozice. Důvodem přijatých změn bylo velké množství vykonávané agendy, kdy Řeháková dále působila již jen jako mluvčí prezidenta republiky. Následně byla potvrzena zpráva, že funkci mluvčí prezidenta opustila po dohodě na konci října 2023.

### Po odchodu z Hradu
Od poloviny ledna 2024 působí na pozici poradkyně vládního zmocněnce pro rekonstrukci Ukrajiny Tomáše Kopečného při Ministerstvu zahraničních věcí ČR. Na starosti má pomoc s čerpáním peněz z mezinárodních fondů a „otevírání dveří“ českým firmám ve válkou poničené zemi.